# Sejm Rzeczypospolitej Polskiej VI kadencji
Sejm VI kadencji – skład Sejmu VI kadencji wyłoniony został w wyborach do Sejmu i Senatu przeprowadzonych 21 października 2007.

## Posłowie i ugrupowania
| \| Ugrupowanie polityczne \| Ugrupowanie polityczne \| XI 2007 \| XI 2011 \| +/– \| \| ---------------------- \| ------------------------------- \| ------- \| ------- \| --- \| \| \| Platforma Obywatelska \| 209 \| 208 \| 1 \| \| \| Prawo i Sprawiedliwość \| 166 \| 146 \| 20 \| \| \| Lewica i Demokraci[a] \| 53 \| – \| 7 \| \| \| Sojusz Lewicy Demokratycznej[b] \| 53 \| 43 \| 7 \| \| \| Socjaldemokracja Polska[c] \| 53 \| 3 \| 7 \| \| \| Polskie Stronnictwo Ludowe \| 31 \| 31 \| \| \| \| Polska Jest Najważniejsza[d] \| – \| 15 \| – \| \| \| Posłowie niezrzeszeni[e] \| 1 \| 14 \| 13 \| \| Razem \| Razem \| 460 \| 460 \| 460 \| | Podział 460 mandatów: LiD: 53 PSL: 31 PO: 209 PiS: 166 Niezrz.: 1 |         |         |     |
| Ugrupowanie polityczne | Ugrupowanie polityczne                                            | XI 2007 | XI 2011 | +/– |
| | Platforma Obywatelska                                             | 209     | 208     | 1   |
| | Prawo i Sprawiedliwość                                            | 166     | 146     | 20  |
| | Lewica i Demokraci                                                | 53      | –       | 7   |
| | Sojusz Lewicy Demokratycznej                                      | 53      | 43      | 7   |
| | Socjaldemokracja Polska                                           | 53      | 3       | 7   |
| | Polskie Stronnictwo Ludowe                                        | 31      | 31      |     |
| | Polska Jest Najważniejsza                                         | –       | 15      | –   |
| | Posłowie niezrzeszeni                                             | 1       | 14      | 13  |
| Razem | Razem                                                             | 460     | 460     | 460 |

## Kadencja Sejmu
Kadencja Sejmu rozpoczęła się z dniem zwołania przez Prezydenta RP Lecha Kaczyńskiego pierwszego posiedzenia Sejmu wyznaczonego na 5 listopada 2007, a upłynęła w przeddzień pierwszego posiedzenia następnej izby 7 listopada 2011.

## Posiedzenia Sejmu
Terminarz posiedzeń Sejmu
1. posiedzenie: 5 XI, 6 XI, 14 XI, 15 XI 2007
2. posiedzenie: 23 XI, 24 XI 2007
3. posiedzenie: 6 XII 2007
4. posiedzenie: 18 XII, 19 XII 2007
5. posiedzenie: 20 XII, 21 XII 2007
6. posiedzenie: 9 I, 10 I, 11 I 2008
7. posiedzenie: 22 I, 23 I, 24 I 2008
8. posiedzenie: 6 II, 7 II, 8 II 2008
9. posiedzenie: 27 II, 28 II, 29 II 2008
10. posiedzenie: 12 III, 13 III, 18 III 2008
11. posiedzenie: 26 III, 27 III, 28 III 2008
12. posiedzenie: 1 IV 2008
13. posiedzenie: 9 IV, 10 IV, 11 IV 2008
14. posiedzenie: 23 IV, 24 IV, 25 IV 2008
15. posiedzenie: 7 V, 8 V, 9 V 2008
16. posiedzenie: 28 V, 29 V, 30 V 2008
17. posiedzenie: 11 VI, 12 VI, 13 VI 2008
18. posiedzenie: 25 VI, 26 VI, 27 VI 2008
19. posiedzenie: 9 VII, 10 VII, 11 VII 2008
20. posiedzenie: 22 VII, 23 VII, 24 VII, 25 VII 2008
21. posiedzenie: 2 IX, 3 IX, 4 IX, 5 IX 2008
22. posiedzenie: 17 IX, 18 IX, 19 IX 2008
23. posiedzenie: 1 X, 2 X, 3 X 2008
24. posiedzenie: 7 X, 8 X, 9 X, 10 X 2008
25. posiedzenie: 14 X, 15 X, 16 X, 17 X 2008
26. posiedzenie: 21 X, 22 X, 23 X, 24 X 2008
27. posiedzenie: 28 X, 29 X 2008
28. posiedzenie: 5 XI, 6 XI, 7 XI 2008
29. posiedzenie: 19 XI, 20 XI, 21 XI 2008
30. posiedzenie: 2 XII, 3 XII, 4 XII, 5 XII 2008
31. posiedzenie: 5 XII 2008
32. posiedzenie: 16 XII, 17 XII, 18 XII, 19 XII 2008
33. posiedzenie: 7 I, 8 I, 9 I 2009
34. posiedzenie: 21 I, 22 I, 23 I 2009
35. posiedzenie: 11 II, 12 II, 13 II 2009
36. posiedzenie: 18 II, 19 II, 20 II 2009
37. posiedzenie: 4 III, 5 III, 6 III 2009
38. posiedzenie: 18 III, 19 III, 20 III 2009
39. posiedzenie: 31 III, 1 IV, 2 IV, 3 IV 2009
40. posiedzenie: 21 IV, 22 IV, 23 IV, 24 IV 2009
41. posiedzenie: 6 V, 7 V, 8 V 2009
42. posiedzenie: 20 V, 21 V, 22 V 2009
43. posiedzenie: 18 VI, 19 VI 2009
44. posiedzenie: 24 VI, 25 VI, 26 VI 2009
45. posiedzenie: 30 VI, 1 VII, 2 VII 2009
46. posiedzenie: 14 VII, 15 VII, 16 VII, 17 VII 2009
47. posiedzenie: 17 VII 2009
48. posiedzenie: 26 VIII, 27 VIII, 28 VIII 2009
49. posiedzenie: 9 IX, 10 IX, 11 IX 2009
50. posiedzenie: 23 IX, 24 IX, 25 IX 2009
51. posiedzenie: 7 X, 8 X, 9 X 2009
52. posiedzenie: 21 X, 22 X, 23 X 2009
53. posiedzenie: 4 XI, 5 XI, 6 XI 2009
54. posiedzenie: 17 XI, 18 XI, 19 XI, 20 XI 2009
55. posiedzenie: 1 XII, 2 XII, 3 XII 2009
56. posiedzenie: 15 XII, 16 XII, 17 XII, 18 XII 2009
57. posiedzenie: 18 XII 2009
58. posiedzenie: 6 I, 7 I, 8 I 2010
59. posiedzenie: 20 I, 21 I, 22 I 2010
60. posiedzenie: 9 II, 10 II, 11 II, 12 II 2010
61. posiedzenie: 17 II, 18 II, 19 II 2010
62. posiedzenie: 3 III, 4 III, 5 III 2010
63. posiedzenie: 17 III, 18 III, 19 III 2010
64. posiedzenie: 7 IV, 8 IV, 9 IV 2010
65. posiedzenie: 28 IV, 29 IV, 30 IV 2010
66. posiedzenie: 5 V, 6 V, 7 V 2010
67. posiedzenie: 19 V, 20 V, 21 V 2010
68. posiedzenie: 9 VI, 10 VI, 11 VI 2010
69. posiedzenie: 23 VI, 24 VI, 25 VI 2010
70. posiedzenie: 7 VII, 8 VII 2010
71. posiedzenie: 21 VII, 22 VII, 23 VII 2010
72. posiedzenie: 4 VIII, 5 VIII, 6 VIII 2010
73. posiedzenie: 12 VIII 2010
74. posiedzenie: 22 IX, 23 IX, 24 IX 2010
75. posiedzenie: 6 X, 7 X, 8 X 2010
76. posiedzenie: 20 X, 21 X, 22 X 2010
77. posiedzenie: 27 X, 28 X, 29 X 2010
78. posiedzenie: 23 XI, 24 XI, 25 XI, 26 XI 2010
79. posiedzenie: 1 XII, 2 XII, 3 XII 2010
80. posiedzenie: 14 XII, 15 XII, 16 XII
81. posiedzenie: 17 XII 2010
82. posiedzenie: 4 I, 5 I 2011
83. posiedzenie: 19 I, 20 I 2011
84. posiedzenie: 1 II, 2 II, 3 II, 4 II 2011
85. posiedzenie: 23 II, 24 II, 25 II 2011
86. posiedzenie: 2 III, 3 III, 4 III 2011
87. posiedzenie: 16 III, 17 III, 18 III 2011
88. posiedzenie: 24 III, 25 III 2011
89. posiedzenie: 30 III, 31 III, 1 IV 2011
90. posiedzenie: 13 IV, 14 IV, 15 IV 2011
91. posiedzenie: 27 IV, 28 IV, 29 IV 2011
92. posiedzenie: 11 V, 12 V, 13 V 2011
93. posiedzenie: 25 V, 26 V, 27 V 2011
94. posiedzenie: 7 VI, 8 VI, 9 VI, 10 VI 2011
95. posiedzenie: 28 VI, 29 VI, 30 VI, 1 VII 2011
96. posiedzenie: 13 VII, 14 VII, 15 VII 2011
97. posiedzenie: 26 VII, 27 VII, 28 VII, 29 VII 2011
98. posiedzenie: 18 VIII, 19 VIII 2011
99. posiedzenie: 29 VIII, 30 VIII, 31 VIII 2011
100. posiedzenie: 15 IX, 16 IX 2011

## Marszałek Sejmu
Obowiązki Marszałka Seniora w dniu 5 listopada 2007 do chwili podjęcia uchwały o wyborze Marszałka Sejmu pełnił poseł Zbigniew Religa (Prawo i Sprawiedliwość). Marszałka Seniora wyznaczył Prezydent RP Lech Kaczyński spośród grupy posłów o najstarszym wieku.
Marszałek Sejmu VI kadencji:
- Bronisław Komorowski (Platforma Obywatelska) od 5 XI 2007 do 8 VII 2010
- p.o. Stefan Niesiołowski (Platforma Obywatelska) w dniu 8 VII 2010
- Grzegorz Schetyna (Platforma Obywatelska) od 8 VII 2010

## Wicemarszałkowie Sejmu
Zgodnie z uchwałą z 6 listopada 2007, liczbę wicemarszałków ustalono na czterech. Wicemarszałkami zostali wybrani:
- Jarosław Kalinowski (PSL), od 6 XI 2007 do 10 VI 2009
- Stefan Niesiołowski (PO), od 6 XI 2007
- Krzysztof Putra (PiS), od 6 XI 2007 do 10 IV 2010
- Jerzy Szmajdziński (Klub Poselski Lewica), od 6 XI 2007 do 10 IV 2010

Wybrani w czasie kadencji:
- Ewa Kierzkowska (PSL), od 18 VI 2009
- Marek Kuchciński (PiS), od 4 VIII 2010
- Jerzy Wenderlich (SLD), od 8 VII 2010

## Prezydium Sejmu
W skład Prezydium Sejmu wchodzą marszałek oraz wicemarszałkowie Sejmu RP. Na koniec kadencji byli to:
- Grzegorz Schetyna (PO) – marszałek Sejmu RP
- Ewa Kierzkowska (PSL) – wicemarszałek Sejmu RP
- Marek Kuchciński (PiS) – wicemarszałek Sejmu RP
- Stefan Niesiołowski (PO) – wicemarszałek Sejmu RP
- Jerzy Wenderlich (SLD) – wicemarszałek Sejmu RP

## Konwent Seniorów
W skład Konwentu Seniorów wchodzą marszałek, wicemarszałkowie Sejmu RP oraz przewodniczący lub wiceprzewodniczący klubów lub kół. Na koniec kadencji byli to::
- Grzegorz Schetyna (PO) – marszałek Sejmu RP
- Ewa Kierzkowska (PSL) – wicemarszałek Sejmu RP
- Marek Kuchciński (PiS) – wicemarszałek Sejmu RP
- Stefan Niesiołowski (PO) – wicemarszałek Sejmu RP
- Jerzy Wenderlich (SLD) – wicemarszałek Sejmu RP
- Mariusz Błaszczak (PiS) – przewodniczący klubu
- Grzegorz Napieralski (SLD) – przewodniczący klubu
- Paweł Poncyljusz (PJN) – przewodniczący klubu
- Tomasz Tomczykiewicz (PO) – przewodniczący klubu
- Stanisław Żelichowski (PSL) – przewodniczący klubu

## Kluby i koła parlamentarne
Na koniec kadencji istniało 5 klubów oraz 1 koło. Były to:
| Klub/Koło             | Nazwa                        | Przewodniczący | Data powstania        | Liczba posłów    | Liczba posłów   | +/- |
| Klub/Koło             | Nazwa                        | Przewodniczący | Data powstania        | w dniu powstania | w ostatnim dniu | +/- |
| --------------------- | ---------------------------- | --- | --------------------- | ---------------- | --------------- | --- |
| Klub parlamentarny    | Platforma Obywatelska        | Zbigniew Chlebowski (do 2 X 2009) p.o. Grzegorz Dolniak (do 9 X 2009) Grzegorz Schetyna (do 22 VII 2010) Tomasz Tomczykiewicz | 5 XI 2007             | 209              | 208             | 1   |
| Klub parlamentarny    | Prawo i Sprawiedliwość       | Przemysław Gosiewski (do 6 I 2010) Grażyna Gęsicka (do 10 IV 2010) p.o. Marek Kuchciński (do 3 VIII 2010) Mariusz Błaszczak   | 5 XI 2007             | 166              | 146             | 20  |
| Klub poselski         | Sojusz Lewicy Demokratycznej | Wojciech Olejniczak (do 10 VI 2009) Grzegorz Napieralski                                                                      | 22 IV 2008            | 42               | 43              | 1   |
| Klub poselski         | Polskie Stronnictwo Ludowe   | Stanisław Żelichowski | 5 XI 2007             | 31               | 31              |     |
| Klub parlamentarny    | Polska Jest Najważniejsza    | Joanna Kluzik-Rostkowska do (7 VI 2011) Paweł Poncyljusz                                                                      | 31 VIII 2011          | 15               | 15              |     |
| Koło poselskie        | Socjaldemokracja Polska      | Marek Borowski | 22 IV 2008            | 8                | 3               | 5   |
| posłowie niezrzeszeni | posłowie niezrzeszeni        | posłowie niezrzeszeni | posłowie niezrzeszeni | 1                | 14              | 13  |

W czasie kadencji istniały też:
| Klub/Koło      | Nazwa                                                    | Przewodniczący      | Data powstania | Data zakończenia | Liczba posłów    | Liczba posłów      | +/- |
| Klub/Koło      | Nazwa                                                    | Przewodniczący      | Data powstania | Data zakończenia | w dniu powstania | w dniu zakończenia | +/- |
| -------------- | -------------------------------------------------------- | ------------------- | -------------- | ---------------- | ---------------- | ------------------ | --- |
| Klub poselski  | Lewica i Demokraci                                       | Wojciech Olejniczak | 5 XI 2007      | 22 IV 2008       | 53               | 50                 | 3   |
| Koło poselskie | Demokratyczne Koło Poselskie Stronnictwa Demokratycznego | Bogdan Lis          | 9 IV 2008      | 9 VI 2011        | 3                | 3                  |     |

## Komisje
Komisje sejmowe są organami powołanymi do: rozpatrywania i przygotowywania spraw stanowiących przedmiot prac Sejmu oraz wyrażania opinii w sprawach przekazanych pod ich obrady przez Sejm, Marszałka Sejmu lub Prezydium Sejmu. Komisje sejmowe są organami kontroli sejmowej w zakresie określonym Konstytucją i ustawami. (art. 17 regulaminu Sejmu)

### Komisje stałe
Zgodnie z regulaminem w Sejmie jest 26 komisji stałych. Komisje stałe dzieli się na trzy kategorie: duże, średnie, małe. Niektórych komisji ten podział nie obowiązuje (m.in. komisji do Spraw Służb Specjalnych). Oprócz nich Sejm może powołać komisje nadzwyczajne oraz komisje śledcze.
| Nazwa                                               | Kategoria              | Przewodniczący                | Klub | Data powstania | Liczba posłów |
| --------------------------------------------------- | ---------------------- | ----------------------------- | ---- | -------------- | ------------- |
| Administracji i Spraw Wewnętrznych                  | duża                   | Marek Biernacki               | PO   | 15 XI 2007     | 41            |
| do Spraw Służb Specjalnych                          | według odrębnych zasad | Janusz Krasoń                 | SLD  | 15 XI 2007     | 7             |
| do Spraw Kontroli Państwowej                        | mała                   | Arkadiusz Czartoryski         | PiS  | 15 XI 2007     | 15            |
| do Spraw Unii Europejskiej                          | według odrębnych zasad | Stanisław Rakoczy             | PSL  | 14 XI 2007     | 44            |
| Edukacji, Nauki i Młodzieży                         | duża                   | Andrzej Smirnow               | PO   | 15 XI 2007     | 42            |
| Etyki Poselskiej                                    | według odrębnych zasad | Sławomir Rybicki              | PO   | 24 XI 2007     | 5             |
| Finansów Publicznych                                | duża                   | Paweł Arndt                   | PO   | 14 XI 2007     | 53            |
| Gospodarki                                          | duża                   | Wojciech Jasiński             | PiS  | 15 XI 2007     | 41            |
| Infrastruktury                                      | duża                   | Zbigniew Rynasiewicz          | PO   | 15 XI 2007     | 341           |
| Innowacyjności i Nowoczesnych Technologii           | mała                   | Grzegorz Napieralski          | SLD  | 29 X 2010      | 17            |
| Kultury Fizycznej, Sportu i Turystyki               | duża                   | Elżbieta Jakubiak             | PJN  | 15 XI 2007     | 40            |
| Kultury i Środków Przekazu                          | średnia                | Iwona Śledzińska-Katarasińska | PO   | 15 XI 2007     | 29            |
| Łączności z Polakami za Granicą                     | mała                   | Marek Borowski                | SDPL | 15 XI 2007     | 20            |
| Mniejszości Narodowych i Etnicznych                 | mała                   | Marek Ast                     | PiS  | 15 XI 2007     | 19            |
| Obrony Narodowej                                    | średnia                | Stanisław Wziątek             | SLD  | 15 XI 2007     | 30            |
| Ochrony Środowiska, Zasobów Naturalnych i Leśnictwa | średnia                | vacat                         |      | 15 XI 2007     | 28            |
| Odpowiedzialności Konstytucyjnej                    | mała                   | Józef Zych                    | PSL  | 15 XI 2007     | 17            |
| Polityki Społecznej i Rodziny                       | duża                   | Sławomir Piechota             | PO   | 15 XI 2007     | 42            |
| Regulaminowa i Spraw Poselskich                     | mała                   | Jerzy Budnik                  | PO   | 15 XI 2007     | 17            |
| Rolnictwa i Rozwoju Wsi                             | duża                   | Leszek Korzeniowski           | PO   | 15 XI 2007     | 41            |
| Samorządu Terytorialnego i Polityki Regionalnej     | średnia                | Bronisław Dutka               | PSL  | 15 XI 2007     | 27            |
| Skarbu Państwa                                      | średnia                | Tadeusz Aziewicz              | PO   | 15 XI 2007     | 27            |
| Spraw Zagranicznych                                 | średnia                | Andrzej Halicki               | PO   | 15 XI 2007     | 26            |
| Sprawiedliwości i Praw Człowieka                    | średnia                | Ryszard Kalisz                | SLD  | 15 XI 2007     | 25            |
| Ustawodawcza                                        | średnia                | Wojciech Szarama              | PiS  | 15 XI 2007     | 26            |
| Zdrowia                                             | duża                   | Bolesław Piecha               | PiS  | 15 XI 2007     | 41            |

### Komisje nadzwyczajne
Zgodnie z regulaminem Sejm może powałać komisje nadzwyczajną określając cel, zasady i tryb ich działania.
| Nazwa | Przewodniczący        | Klub | Data powstania | Data zakończenia | Liczba posłów |
| --- | --------------------- | ---- | -------------- | ---------------- | ------------- |
| do spraw zmian w kodyfikacjach | Jerzy Kozdroń         | PO   | 11 I 2008      | 7 XI 2011        | 17            |
| „Przyjazne Państwo” do spraw związanych z ograniczaniem biurokracji | Adam Szejnfeld        | PO   | 11 I 2008      | 7 XI 2011        | 17            |
| do rozpatrzenia niektórych projektów ustaw z zakresu prawa wyborczego | Waldy Dzikowski       | PO   | 2 IV 2009      | 7 XI 2011        | 17            |
| do rozpatrzenia projektów ustaw o zmianie Konstytucji Rzeczypospolitej Polskiej oraz projektów ustaw z nimi związanych | Jarosław Gowin        | PO   | 29 X 2010      | 7 XI 2011        | 20            |
| do rozpatrzenia rządowego projektu ustawy o szczególnych rozwiązaniach związanych z usuwaniem skutków powodzi | vacat                 |      | 27 V 2011      | 10 X 2011        | 17            |
| do rozpatrzenia rządowych projektów ustaw: o przygotowaniu i realizacji inwestycji w zakresie obiektów energetyki jądrowej oraz inwestycji towarzyszących, o zmianie ustawy – Prawo atomowe oraz o zmianie niektórych innych ustaw | Wojciech Saługa       | PO   | 1 IV 2011      | 29 VI 2011       | 23            |
| do rozpatrzenia projektów ustaw i uchwał dotyczących usuwania skutków i zapobiegania powodzi | Włodzimierz Karpiński | PO   | 11 VI 2010     | 7 XI 2010        | 17            |
| do rozpatrzenia poselskich projektów ustaw o zmianie Konstytucji Rzeczypospolitej Polskiej | Witold Pahl           | PO   | 11 I 2008      | 12 II 2010       | 17            |

### Komisje śledcze
Zgodnie z regulaminem Sejm może powałać komisję śledczą, o której mowa w art. 111 Konstytucji.
| Nazwa | Przewodniczący  | Klub | Data powstania | Data zakończenia | Liczba posłów |
| --- | --------------- | ---- | -------------- | ---------------- | ------------- |
| ds. nielegalnego wywierania wpływu na funkcjonariuszy służb specjalnych i wymiaru sprawiedliwości | Andrzej Czuma   | PO   | 7 II 2008      | 15 IX 2011       | 7             |
| do zbadania okoliczności tragicznej śmierci byłej posłanki Barbary Blidy | Ryszard Kalisz  | SLD  | 11 I 2008      | 30 VIII 2011     | 7             |
| do zbadania prawidłowości działań organów administracji rządowej w sprawie postępowań karnych związanych z uprowadzeniem i zabójstwem Krzysztofa Olewnika | Marek Biernacki | PO   | 20 II 2009     | 1 VII 2011       | 7             |
| do zbadania sprawy przebiegu procesu legislacyjnego ustaw nowelizujących ustawę z dnia 29 lipca 1992 r. o grach i zakładach wzajemnych i wydanych na ich podstawie przepisów wykonawczych w zakresie dotyczącym gier na automatach o niskich wygranych i wideoloterii oraz do zbadania legalności działania organów administracji rządowej badających ten proces | Mirosław Sekuła | PO   | 6 XI 2009      | 29 X 2010        | 7             |

## Prace Sejmu

### Rok 2007
- 5 XI – pierwsze posiedzenie Sejmu
- 5 XI – wystąpienie Prezesa Rady Ministrów Jarosława Kaczyńskiego i złożenie dymisji kierowanej przez niego Rady Ministrów
- 5 XI – podjęcie uchwały o wyborze Marszałka Sejmu: Bronisław Komorowski – 292 głosy za, Krzysztof Putra – 160 głosów za, 1 głos nieważny
- 5 XI – podjęcie uchwał o wyborze wicemarszałków Sejmu
- 14 XI – wybór 18 członków Trybunału Stanu
- 23 XI – wystąpienie Prezesa Rady Ministrów Donalda Tuska (exposé) i złożenie wniosku o udzielenie wotum zaufania kierowanej przez niego Radzie Ministrów
- 24 XI – podjęcie uchwały o udzieleniu Radzie Ministrów wotum zaufania[h]

### Rok 2008
- 27 I – upływ konstytucyjnego terminu na przedstawienie do podpisu Prezydentowi RP ustawy budżetowej na rok 2008
- 8 II – niejawne obrady Sejmu, wystąpienie Ministra Sprawiedliwości Zbigniewa Ćwiąkalskiego

### Rok 2009
- 7 V – uchwalono ustawę o zmianie Konstytucji RP w zakresie biernego prawa wyborczego (zmiana weszła w życie 21 X 2009)

### Rok 2010
- 10 VI – Sejm powołał Marka Belkę na urząd Prezesa NBP

### Uchwały okolicznościowe
- 14 XI 2007 – uchwała ustanawiająca dzień 13 kwietnia Dniem Pamięci Ofiar Zbrodni Katyńskiej
- 24 XI 2007 – uchwała w sprawie utworzenia Polskiej Grupy Unii Międzyparlamentarnej
- 20 XII 2007 – uchwała w sprawie traktatu reformującego UE podpisanego w Lizbonie 13 grudnia 2007 r.
- 20 XII 2007 – uchwała w sprawie upamiętnienia 26. rocznicy wprowadzenia stanu wojennego
- 20 XII 2007 – uchwała w sprawie wejścia Polski do strefy Schengen
- 7 II 2008 – uchwała w sprawie ogłoszenia roku 2008 Rokiem Niepodległości
- 29 II 2008 – uchwała 	w sprawie uczczenia 55. rocznicy śmierci generała Augusta Emila Fieldorfa – Nila * 12 III 2008 – uchwała w 40. Rocznicę Marca 1968 r.
- 11 IV 2008 – uchwała w 65. rocznicę wybuchu Powstania w Getcie Warszawskim
- 9 V 2008 – uchwała w sprawie ustanowienia roku 2010 Rokiem Fryderyka Chopina
- 30 V 2008 – uchwała w sprawie uczczenia 125. rocznicy śmierci Cypriana Kamila Norwida
- 12 VI 2008 – uchwała 	w sprawie uczczenia 100. rocznicy powstania Światowego Związku Esperantystów
- 13 VI 2008 – uchwała w sprawie uczczenia pamięci Aleksandra Świętochowskiego w 70. rocznicę śmierci
- 13 VI 2008 – uchwała w sprawie akceptacji transplantacji jako metody leczenia
- 27 VI 2008 – uchwała w sprawie upamiętnienia 100. rocznicy powstania Związku Walki Czynnej
- 22 VII 2008 – uchwała poświęcona pamięci Bronisława Geremka
- 25 VII 2008 – uchwała w sprawie uczczenia pamięci funkcjonariuszy Policji Państwowej II RP
- 2 IX 2008 – uchwała w sprawie kryzysu gruzińskiego
- 17 IX 2008 – uchwała w sprawie upamiętnienia ofiar „Golgoty Wschodu”
- 8 X 2008 – uchwała w sprawie ogłoszenia roku 2009 Rokiem Rodzinnej Opieki Zastępczej
- 16 X 2008 – uchwała w sprawie uczczenia 30. rocznicy rozpoczęcia pontyfikatu Jana Pawła II
- 5 XI 2008 – uchwała w sprawie uczczenia 90. rocznicy odzyskania przez Polskę niepodległości
- 5 XII 2008 – uchwała w sprawie uczczenia 90. rocznicy przyznania w Rzeczypospolitej Polskiej praw wyborczych dla kobiet
- 18 XII 2008 – uchwała w sprawie przypadków prześladowań chrześcijan w Indiach
- 19 XII 2008 – uchwała w 90. rocznicę wybuchu Powstania Wielkopolskiego
- 8 I 2009 – uchwała w sprawie uczczenia 10. rocznicy śmierci Jerzego Grotowskiego
- 9 I 2009 – uchwała w sprawie ogłoszenia roku 2009 Rokiem Juliusza Słowackiego
- 21 I 2009 – uchwała w sprawie uczczenia pamięci Eugeniusza F. Kwiatkowskiego
- 22 I 2009 – uchwała w sprawie uczczenia pamięci Mieczysława Karłowicza
- 23 I 2009 – uchwała w sprawie uczczenia rocznicy rozpoczęcia obrad Okrągłego Stołu i odzyskania przez Polskę wolności
- 23 I 2009 – uchwała w sprawie jak najszybszego ratyfikowania traktatu z Lizbony
- 11 II 2009 – uchwała w sprawie uczczenia 90. rocznicy wyborów do Sejmu Ustawodawczego
- 12 II 2009 – uchwała w sprawie uczczenia pamięci Grażyny Bacewicz
- 20 II 2009 – uchwała w sprawie uczczenia pamięci Macieja Rataja w 125. rocznicę urodzin

## Statystyki
- Uchwalone ustawy: 952
- Podjęte uchwały: 289
- Projekty ustaw, które wpłynęły: 1511
- Interpelacje: 24435
- Zapytania: 10632
- Pytania: 947
- Oświadczenia: 2461